# Division I i bandy 1968/1969
Division I i bandy 1968/1969 var Sveriges högsta division i bandy säsongen 1968/1969. Södergruppsvinnaren Katrineholms SK lyckades vinna svenska mästerskapet efter seger med 5-1 mot norrgruppsvinnaren Brobergs IF i finalmatchen på Söderstadion i Stockholm den 9 mars 1969.

## Upplägg
Lag 1-4 i respektive grupp av de två geografiskt indelade 10-lagsgrupperna gick till slutspel, och lag 9-10 i respektive grupp flyttades ned till Division II.

## Förlopp
- Skytteligan vanns av Lars Lööw, Västanfors IF med 24 fullträffar.[2].
- Slutspelsserierna avskaffades, och ersattes av kvartsfinaler och semifinaler.

## Seriespelet

### Division I norra
| Nr | Lag            | S  | V  | O | F  | +/-     | P  |
| -- | -------------- | -- | -- | - | -- | ------- | -- |
| 1  | Brobergs IF    | 18 | 11 | 3 | 4  | 76 - 47 | 25 |
| 2  | Falu BS        | 18 | 10 | 2 | 6  | 65 - 47 | 22 |
| 3  | Västanfors IF  | 18 | 9  | 3 | 6  | 60 - 61 | 21 |
| 4  | IK Sirius      | 18 | 8  | 3 | 7  | 59 - 52 | 19 |
| 5  | Ljusdals BK    | 18 | 9  | 1 | 8  | 48 - 45 | 19 |
| 6  | Bollnäs GIF    | 18 | 8  | 3 | 7  | 54 - 52 | 19 |
| 7  | Sandvikens AIK | 18 | 9  | 1 | 8  | 44 - 46 | 19 |
| 8  | Västerås SK    | 18 | 8  | 1 | 9  | 52 - 56 | 17 |
| 9  | Skutskärs IF   | 18 | 8  | 1 | 9  | 55 - 61 | 17 |
| 10 | Edsbyns IF     | 18 | 1  | 0 | 17 | 36 - 82 | 2  |

### Division I södra
| Nr | Lag             | S  | V  | O | F  | +/-     | P  |
| -- | --------------- | -- | -- | - | -- | ------- | -- |
| 1  | Katrineholms SK | 18 | 15 | 1 | 2  | 76 - 24 | 31 |
| 2  | Örebro SK       | 18 | 12 | 1 | 5  | 62 - 34 | 25 |
| 3  | IF Göta         | 18 | 9  | 3 | 6  | 41 - 39 | 21 |
| 4  | Hälleforsnäs IF | 18 | 8  | 3 | 7  | 53 - 41 | 19 |
| 5  | Nässjö IF       | 18 | 6  | 4 | 8  | 47 - 49 | 16 |
| 6  | Villa BK        | 18 | 7  | 2 | 9  | 51 - 56 | 16 |
| 7  | IF Vesta        | 18 | 7  | 1 | 10 | 41 - 55 | 15 |
| 8  | Tranås BoIS     | 18 | 5  | 4 | 9  | 40 - 54 | 14 |
| 9  | Hammarby IF     | 18 | 6  | 1 | 11 | 38 - 63 | 13 |
| 10 | Värmbols GoIF   | 18 | 5  | 0 | 13 | 38 - 72 | 10 |

## Slutspel om svenska mästerskapet 1969

### Kvartsfinaler (bäst av tre matcher)
- Brobergs IF-Hälleforsnäs IF 7-1
- Örebro SK-Västanfors IF 3-1
- Falu BS-IF Göta 3-3
- Katrineholms SK-IK Sirius 6-0

- Hälleforsnäs IF-Brobergs IF 3-3
- Västanfors IF-Örebro SK 1-5
- IF Göta-Falu BS 3-5
- IK Sirius-Katrineholms SK 0-2

- Vid denna tid tillämpades inte förlängning. Enligt samtida regler räckte en oavgjord match och en vinst för att gå vidare.

### Semifinaler (bäst av tre matcher)
- Örebro SK-Brobergs IF 2-1
- Falu BS-Katrineholms SK 3-5

- Brobergs IF-Örebro SK 7-3
- Katrineholms SK-Falu BS 7-3

- Brobergs IF-Örebro SK 3-0

- Vid denna tid tillämpades inte förlängning. Enligt samtida regler räckte en oavgjord match och en vinst för att gå vidare.

### Final
- 9 mars 1969: Katrineholms SK-Brobergs IF 5-1 (Söderstadion, Stockholm)

## Svenska mästarna
Mall:KSK Bandy 1968/1969